# Chrysochamela
Chrysochamela é um género botânico pertencente à família Brassicaceae.